# Wappen von Racibórz

Wappen der Stadt

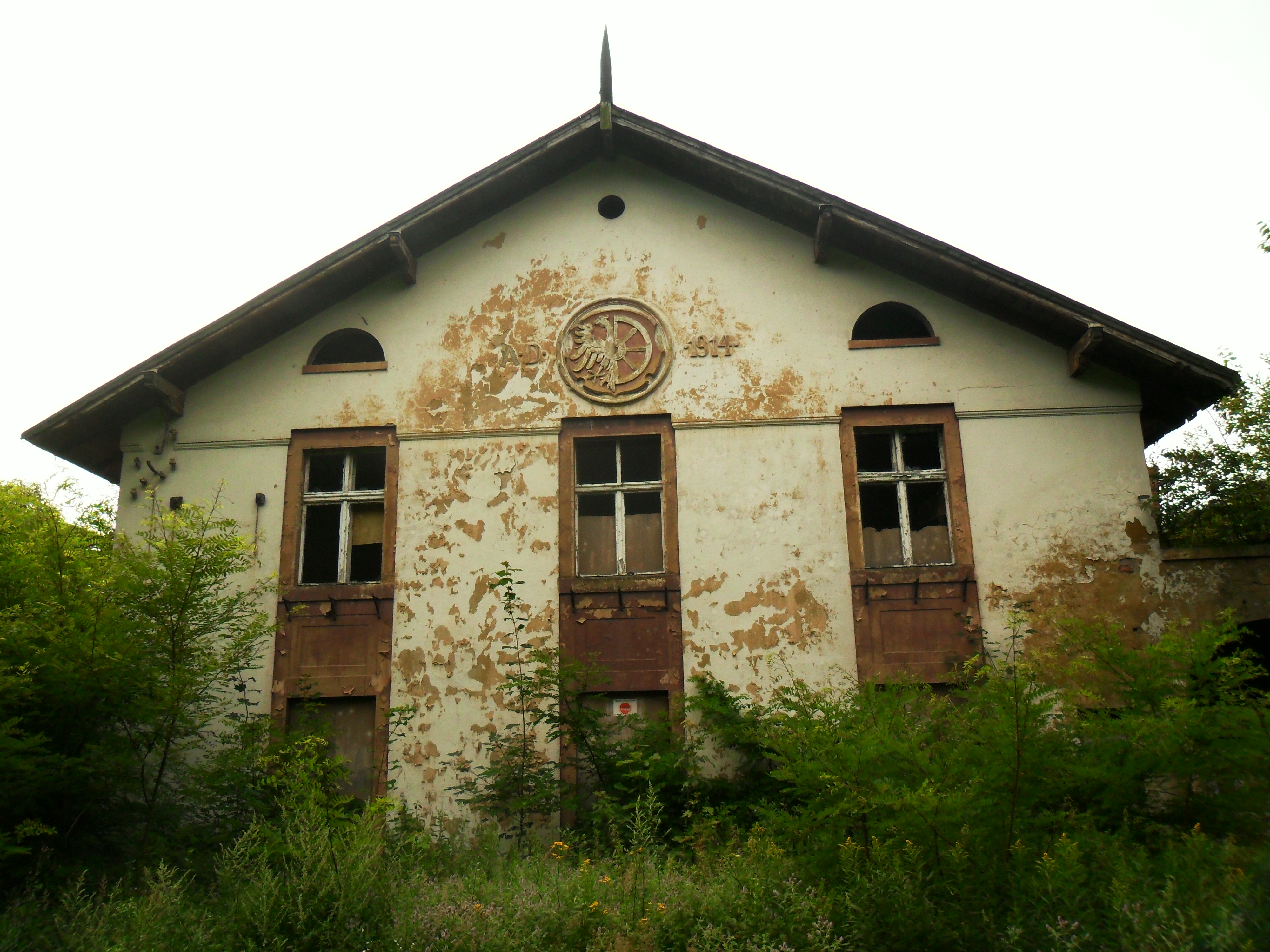
Das alte silbern-rote Wappen in Widok

Das Wappen der Stadt Racibórz (deutsch Ratibor) besteht aus zwei durch Spaltung erzeugten Feldern. Es geht zurück auf ein altes Siegel der Stadt aus dem späten 13. Jahrhundert.

## Beschreibung
Das Wappen der Stadt ist gespalten. Im vorderen Feld befindet sich auf rotem Grund ein halber silberner Adler. Im hinteren Feld befindet sich auf rotem Grund ein halbes silbernes Rad mit fünf vollständigen Speichen und zwei halben Speichen.

### Vor 1945

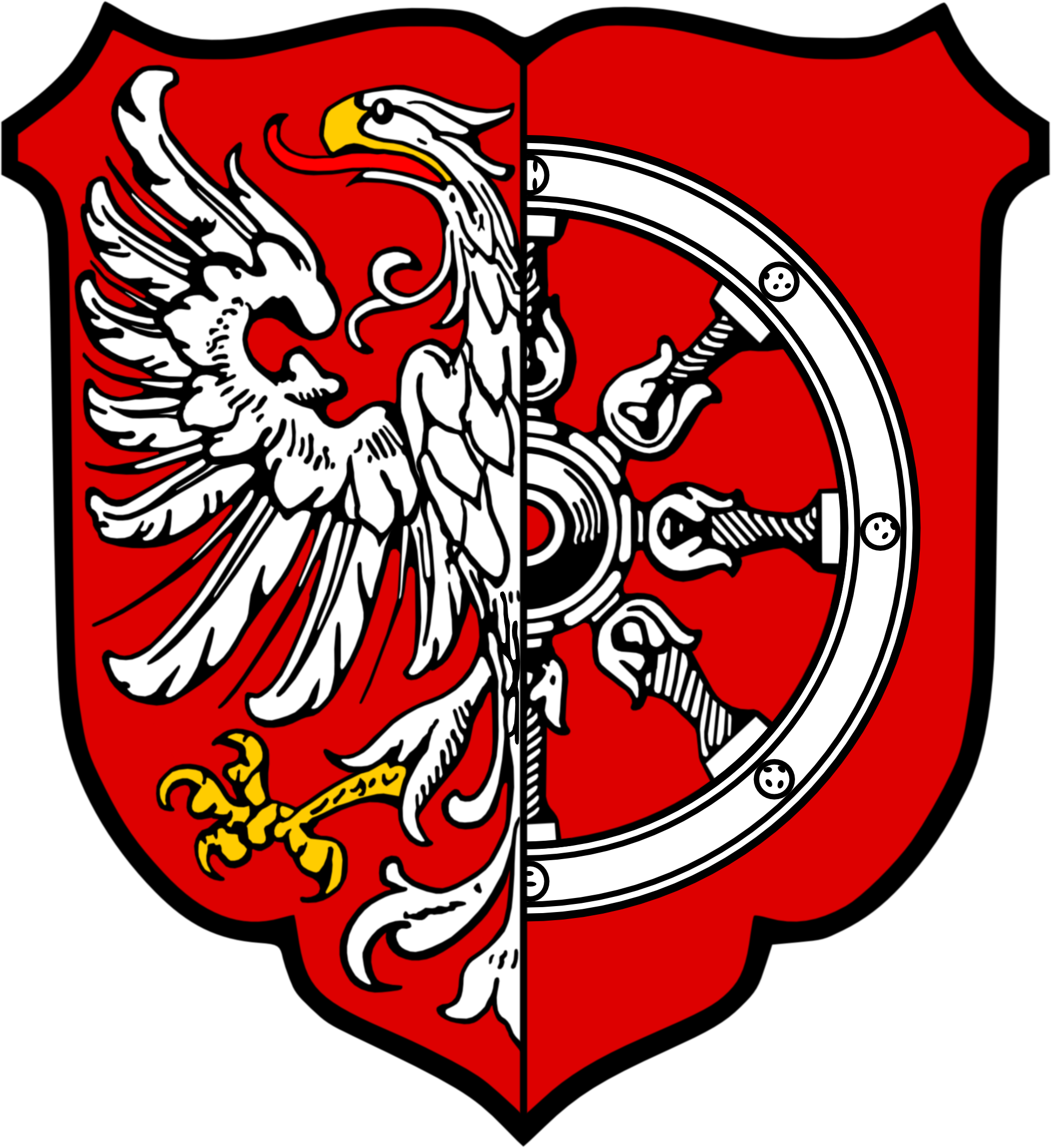
Wappen von Ratibor

Vor 1945 war das Rad im Wappen ebenfalls silbern. Das Rad besaß zwei halbe Speichen und drei vollständige Speichen.
In dieser Form wurde es u. a. im Johann Siebmachers Wappenbuch aus dem Jahr 1605 dargestellt.

### Bis 2013
Bis 2013 hatte das Wappen ein goldenes Rad.

## Geschichte
Bereits 1296 findet sich ein 55 mm großes Siegel mit der Inschrift „SIGILLVM CIVITATIS RATIBOR“ mit einem halben Adler und einem halben Rad an einer Urkunde. Auch auf späteren Siegeln blieben die Symbole unverändert.
In der ersten Hälfte des 19. Jahrhunderts gab es ein Wappen mit Spangenhelm und zwei Büffelhörnern als Schmuck.
2013 wurde das Wappen abgeändert. Die Farbe des Rads wurde von Gold in Silber geändert. Somit wurden die historischen Farben des Wappens wiederhergestellt.

Wappen bis 2013

## Das Wappen als Schmuck
Das Wappen befindet sich an einigen Bauwerken als Fassadenschmuck, u. a. am Gebäude der Stadtverwaltung und in seiner alten Form an einem ehemaligen Gaststättengebäude in Widok (deutsch Aussicht).